# Bill Roper
Pour les articles homonymes, voir Roper (homonymie).
Bill Roper (né le 27 mars 1965 à Concord en Californie) est un producteur de jeux vidéo américain principalement connu pour avoir travaillé comme producteur chez Blizzard Entertainment entre 1994 et 2003 et pour avoir participé au développement de certains titres des séries Warcraft, StarCraft et Diablo,. En 2003 après son départ de Blizzard Entertainment il fonde Flagship Studios avec Max Schaefer, Erich Schaefer et David Brevik et participe à la création des jeux Hellgate: London et Mythos. En 2008, à la suite de la fermeture de Flagship Studios, il rejoint Cryptic Studios en tant que directeur du design et producteur du jeu Champions Online. En 2009 il devient chef créatif de Cryptic Studios mais quitte l’entreprise le 16 août 2010,. Il travaille actuellement en tant que vice-président pour Disney Interactive Media Group chargé de la franchise Marvel.

## Réalisation
Bill Roper a travaillé sur les titres suivants :
- Blackthorne (1994) - Musique
- Warcraft: Orcs and Humans (1994) - Producteur, doublage et documentation
- Warcraft II: Tides of Darkness (1995) - Design, scénario, doublage et documentation
- Warcraft II: Beyond the Dark Portal (1996) – Producteur exécutive, scenario, doublage
- Diablo (1996) – Producteur, scénario, directeur, doublage et documentation
- StarCraft (1998) – Producteur, doublage et documentation
- StarCraft: Brood War (1998) – Producteur exécutive, doublage et documentation
- Warcraft II: Battle.net Edition (1999) - Producteur
- Diablo II (2000) – Producteur sénior, casting (doublage), doublage
- Diablo II: Lord of Destruction (2001)
- Warcraft III: Reign of Chaos (2002)
- Warcraft III: The Frozen Throne (2003)
- Hellgate: London (2007) – Chief executive officer
- Champions Online (2009) – Directeur du design, producteur exécutif
- Star Trek Online (2010) - Directeur du design